# Уїшань (місто)
Уїшань (кит. спр. 武夷山市, піньїнь: Wŭyíshān Shì) — місто-повіт в східнокитайській провінції Фуцзянь, складова міста Наньпін.

## Географія
Уїшань лежить у межах однойменного гірського пасма у верхів'ях річки Чун'ян.

### Клімат
Місто знаходиться у зоні, котра характеризується вологим субтропічним кліматом. Найтепліший місяць — липень із середньою температурою 22.2 °C (72 °F). Найхолодніший місяць — січень, із середньою температурою 2.2 °С (36 °F).
| Клімат Уїшаня           | Клімат Уїшаня | Клімат Уїшаня | Клімат Уїшаня | Клімат Уїшаня | Клімат Уїшаня | Клімат Уїшаня | Клімат Уїшаня | Клімат Уїшаня | Клімат Уїшаня | Клімат Уїшаня | Клімат Уїшаня | Клімат Уїшаня | Клімат Уїшаня |
| Показник                | Січ.          | Лют.          | Бер.          | Квіт.         | Трав.         | Черв.         | Лип.          | Серп.         | Вер.          | Жовт.         | Лист.         | Груд.         | Рік           |
| Абсолютний максимум, °C | 20            | 18            | 22            | 27            | 25            | 30            | 32            | 28            | 27            | 25            | 26            | 17            | 32            |
| Середній максимум, °C   | 6             | 7             | 12            | 16            | 18            | 22            | 25            | 23            | 21            | 16            | 12            | 8             | 16            |
| Середня температура, °C | 2             | 3             | 8             | 12            | 15            | 19            | 21            | 20            | 18            | 13            | 8             | 4             | 12            |
| Середній мінімум, °C    | −2            | 0             | 5             | 9             | 13            | 16            | 18            | 18            | 15            | 10            | 5             | 1             | 9             |
| Абсолютний мінімум, °C  | −12           | −13           | −7            | −5            | 2             | 11            | 12            | 13            | 7             | −2            | −7            | −12           | −13           |
| Вологість повітря, %    | 71            | 80            | 84            | 81            | 85            | 85            | 80            | 86            | 86            | 77            | 76            | 76            | 81            |
| ----------------------- | ------------- | ------------- | ------------- | ------------- | ------------- | ------------- | ------------- | ------------- | ------------- | ------------- | ------------- | ------------- | ------------- |
| Джерело: Weatherbase    |               |               |               |               |               |               |               |               |               |               |               |               |               |